# Saab

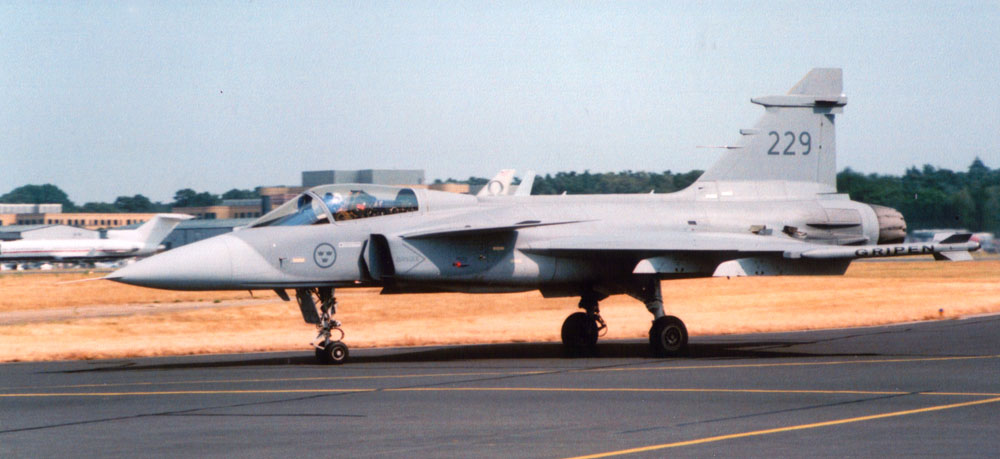
Gripen

SAAB AB (Svenska Aeroplan Aktiebolaget) je výrobce letadel a zbraní sídlící ve Švédsku.

## Historie

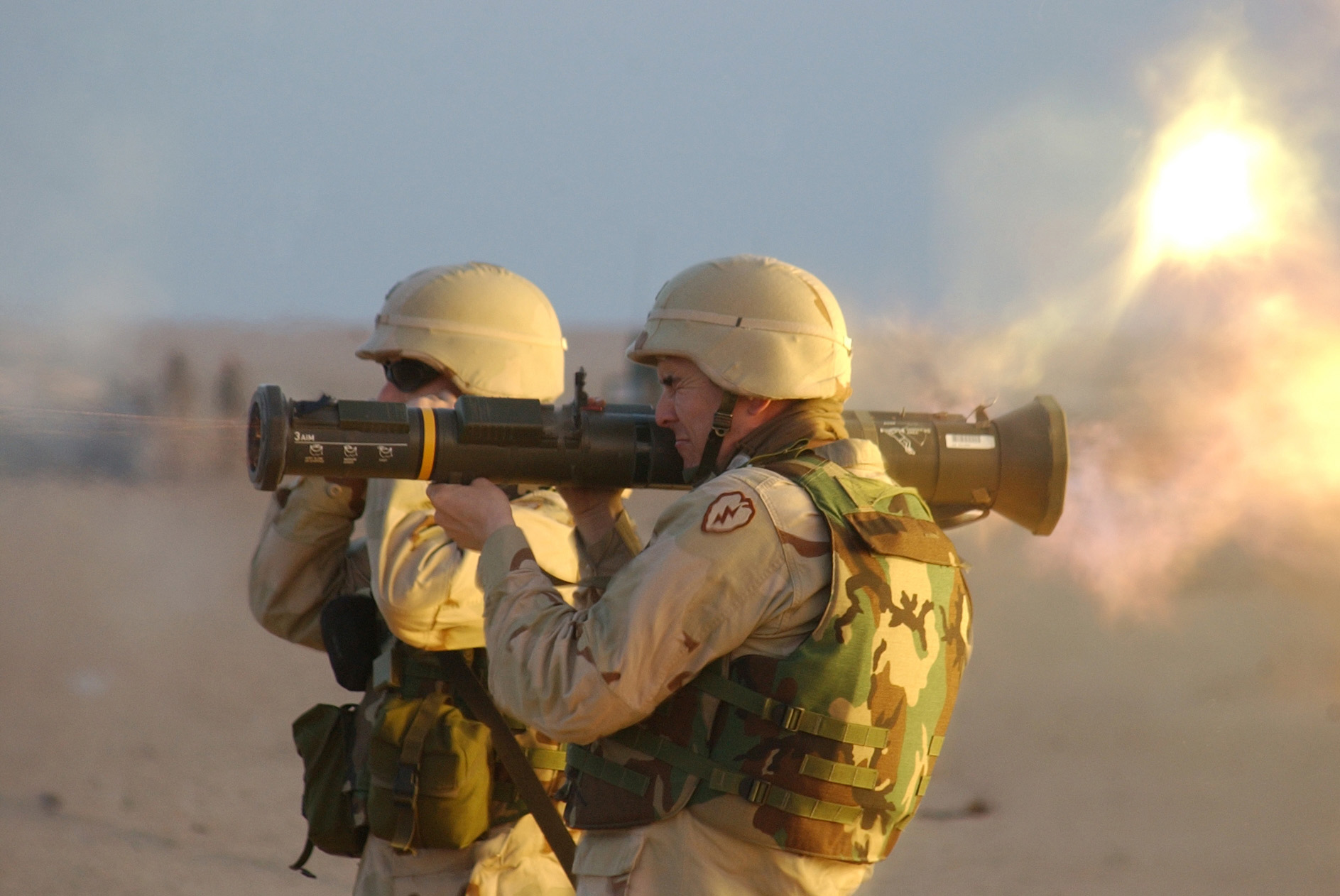
Protitanková zbraň AT4

Společnost Saab AB byla založena v roce 1937 v Trollhättanu sloučením společností SAAB a ASJA, sídlící v Linköpingu. Centrála společnosti se poté přesídlila do Linköpingu. Obchodní značku „Saab“ nahradila kolem roku 1950 značka „SAAB“.
Původně firma vyráběla letouny, po prvních letech existence však začala uvažovat o rozšíření činnosti a koncem 40. let 20. století začala vyrábět automobily. Divize automobilů (Saab Automobile) sídlila v Trollhättanu. Prvním modelem se stal automobil Saab 92001 a to 10. června 1947. Firma si brzy vytvořila pověst výrobce bezpečných a spolehlivých aut s pozoruhodnou konkurenceschopností.
Ke konci 50. let 20. století firma Saab pronikla na počítačový trh odkoupením společnosti Datasaab. Bylo totiž potřeba vyvinout malý počítač, který by se vešel do letounu a který by sloužil jako navigace. V průběhu 60. let bylo vyvinuto a prodáno do evropských zemí několik verzí počítačů, které se začaly používat např. v bankovnictví. Počítač do letounů (CK 37) byl poprvé použit v roce 1971 ve Viggenu. Společnost byla v roce 1975 prodána společnosti Sperry UNIVAC, zatímco Saab nadále vyvíjel svá počítačová zařízení do letounů.
V květnu roku 1965 se název společnosti změnil na Saab AB, aby už z názvu byl patrný široký rozsah činností firmy. V roce 1968 se Saab AB sloučil s výrobcem nákladních aut Scania-Vabis a v období let 1969 a 1995 se společnost jmenovala Saab-Scania AB. Společnost General Motors zakoupila 51 % automobilové divize Saab Automobile v roce 1990, zbytek akcií získala v následující dekádě. V důsledku změn ve vlastnictví společnosti v 90. letech 20. století se pro společnost obnovil název Saab AB.
V roce 1995 společnosti Saab Military Aircraft a British Aerospace (nyní BAE Systems) vytvořily společný podnik Saab-BAe Gripen AB s cílem mezinárodně vyrábět a prodávat letouny Gripen. Tato spolupráce byla v roce 2001 rozšířena vytvořením Gripen International za stejným účelem. Od roku 1998 byla největším akcionářem Saabu britská letecká společnost BAE Systems, jejíž předchůdce British Aerospace odkoupil 35% podíl ve společnosti od společnosti Investor AB. V lednu roku 2005 BAE snížila svůj podíl akcií na 20%. Investor AB rovněž drží 20% podíl. Investor AB ovládá 38% hlasovacích práv a současně je spolu s dalšími institucemi rodiny Wallenbergů majoritním vlastníkem.
V prosinci roku 2005 se Saab zapojil jako generální partner do projektu Dassault nEUROn. V říjnu roku 2008 společnost oznámila záměr sloučit své činnosti se společností Simrad Optronics. Tento nový útvar bude vyvíjet technicky vyspělé optroelektronika výrobky a bude sídlit v Norsku, nicméně další náležitosti této dohody nebyly doposud projednány.[zdroj⁠?!]
1. července 2010 byla firma restrukturalizována – z patnácti jednotek se stalo pět: Aeronautics (letectví), Dynamics (obranné systémy a technologie), Electronic Defence Systems (řešení pro sledování, detekci a lokalizaci hrozeb, ochranu platforem a armádních jednotek), Security and Defence Solutions (technologie pro odhalení možných hrozeb, výcvik a příprava na krizové scénáře) a Support and Services (Servis a podpora pro jakoukoliv operaci). Tato restrukturalizace podniku vychází ze záměru více se orientovat na zákazníka a na tržní prostředí.

### Letecká produkce
Významným produktem společnosti v letecké oblasti je stíhací letoun. Saab vyrábí letouny již od 30. let 20. století. Mezi čistě trysková letadla – předchůdce Gripenu patří modely: Tunnan, Lansen, Draken a Viggen. Posledními civilními modely letadel vytvořené Saabem byly: Saab 340 a Saab 2000. Oba modely byly regionálními turbovrtulovými dopravními letouny. Vývoj a výroba těchto letadel se soustřeďuje ve švédském Linköpingu.

## Segmenty

### Aeronautics
Segment aeronautiky nabízí letecké systémy, s tím související subsystémy, bezobslužné letecké systémy (UAS) a letecké součástky a služby týkající se ochrany a zabezpečení zákazníků, dále služby v oblasti komerčních leteckých průmyslů po celém světě. Segment aeronautiky je zodpovědný za součástky kostry letounu modelu Saab JAS-39 Gripen a za celé sekce modelů Airbus, Boeing a NH90. Tento segment je současně zodpovědný za vývoj, výrobu, marketing, prodej a související podporu a servis bojového letounu Gripen.

### Dynamics
Segment Dynamics nabízí zbraně pro účely pozemních bojových operací, raketové systémy, torpéda, detektorové systémy, bezobslužné podmořské dopravní prostředky a systémy kamufláže, na dálku ovládatelná vozidla jak pro ozbrojené síly, tak i pro službu civilní bezpečnosti. Nabídka krátkodosahových zbraní zahrnuje modely Carl-Gustaf, AT4 CS, STRIX a MBT LAW. Mezi nabídku raketových systémů patří modely RBS 70, RBS 23 BAMSE, RBS-56 BILL a RBS-15.

### Electronic Defence Systems
Segment Electronic Defence Systems nabízí tyto letecké, pozemní a námořní radary: Erieye, ARTHUR a GIRAFFE. Rovněž jsou v rámci segmentu nabízeny následující rozmanité sebeobranné systémy: systémy automatických protiopatření, detektory a rušičky. Dále segmenty nabízí displejové systémy, head-upové displeje, monitorující systémy a různá další řešení související s letectvím.

### Security and Defence Solutions
Segment Security and Defence Solutions vyvíjí systémy v rámci sektoru civilní bezpečnosti i v rámci výcviku a simulací krizových situací. Nabídka zahrnuje letecké systémy včasného varování a systémy C4ISTAR. Operace výcviku a simulace nabízí taktická školení i palebná řešení pro vojenské i civilní bezpečnostní využití.

### Support and Services
Segment Support and Services nabízí údržbu, řešení integrované podpory, polní vybavení, loigistickou a regionální leteckou údržbu. Úsek Saab Aircraft Leasing pronajímá a následně odprodává letadla aerolinkám. V roce 2010 proběhlo 30 takových obchodních případů.

## Saab v Česku
Saab Czech s.r.o. je oficiálním obchodním zastoupením společnosti Saab AB v Česku.
Společnost Saab Czech s. r. o. byla založena v únoru 2007. Je stoprocentní dceřinou společností švédského koncernu Saab AB a zastupuje celé jeho produktové portfolio.
V České republice se Saab zaměřuje na stávající i nové projekty pro Ministerstvo obrany České republiky, zahrnující hi-tech mobilní radiolokátory Arthur a protiletadlové radarové systémy Giraffe AMB, stíhací letouny Gripen, výcvikové a kamuflážní systémy či komunikační sítě pro potřeby Armády ČR. Obranné produkty a řešení jsou vlastními výrobky společnosti Saab.
Dalším klíčovým segmentem pro Saab v České republice je oblast civilní bezpečnosti, kde Saab realizuje komplexní projekty zabezpečení strategických objektů včetně vlastní systémové integrace. Saab Czech se rovněž věnuje oblasti inteligentních systémů pro řízení dopravy, řízení letového provozu a krizového managementu až po úroveň krizového řízení státu.
Díky dobrým a stabilním výsledkům v letech 2007 až 2010 se Česká republika stala jedním z klíčových trhů Saabu, čemuž nasvědčuje budování zázemí a silné organizace pro plánovanou expanzi na trhy střední a východní Evropy. Společnost Saab završila k 1. květnu 2011 akvizici slavkovské společnosti E-COM, specializované hlavně na virtuální simulátory a ve Slavkově u Brna zřídila jedno z klíčových vývojových a výzkumných center své společnosti.

## Galerie

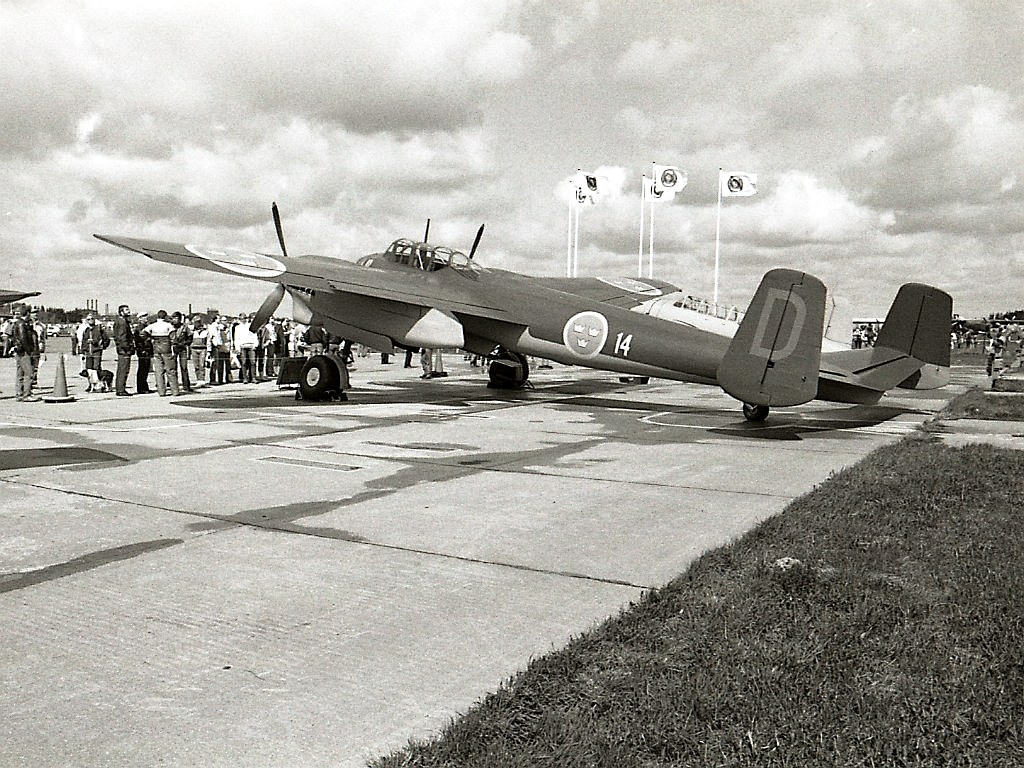
Saab 18B (B 18B)
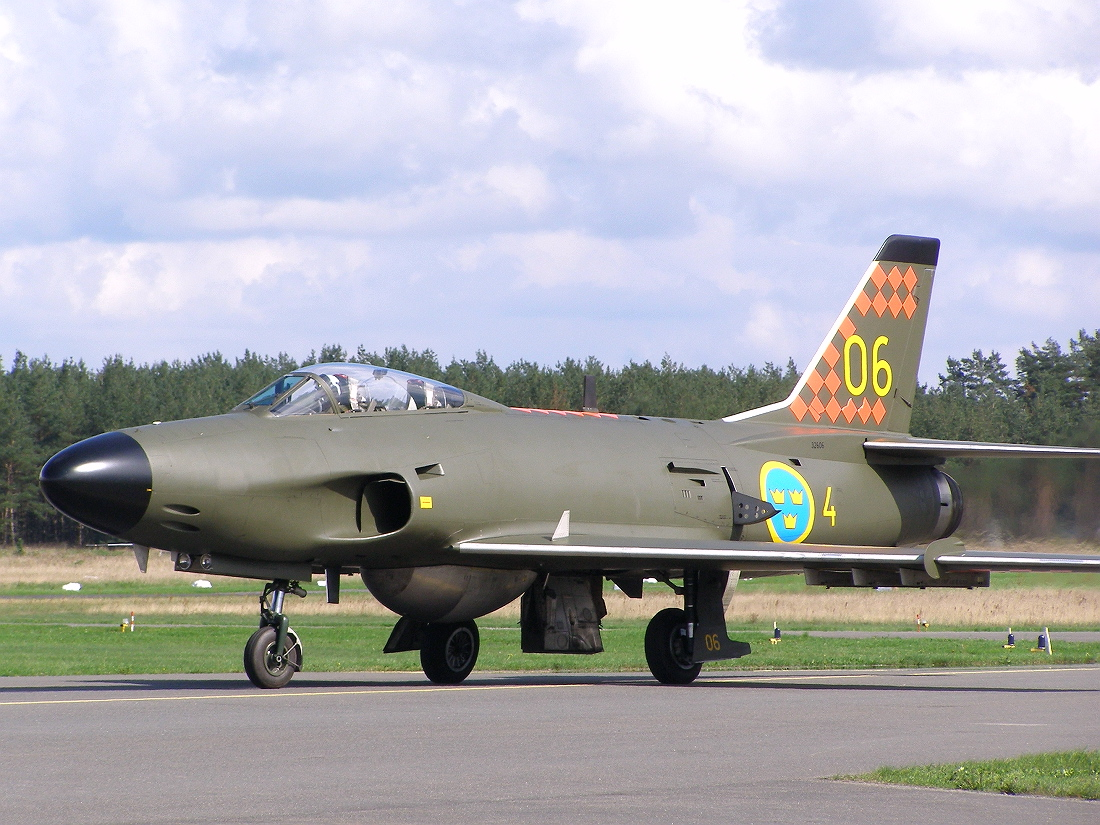
Saab 32 Lansen (J 32B)
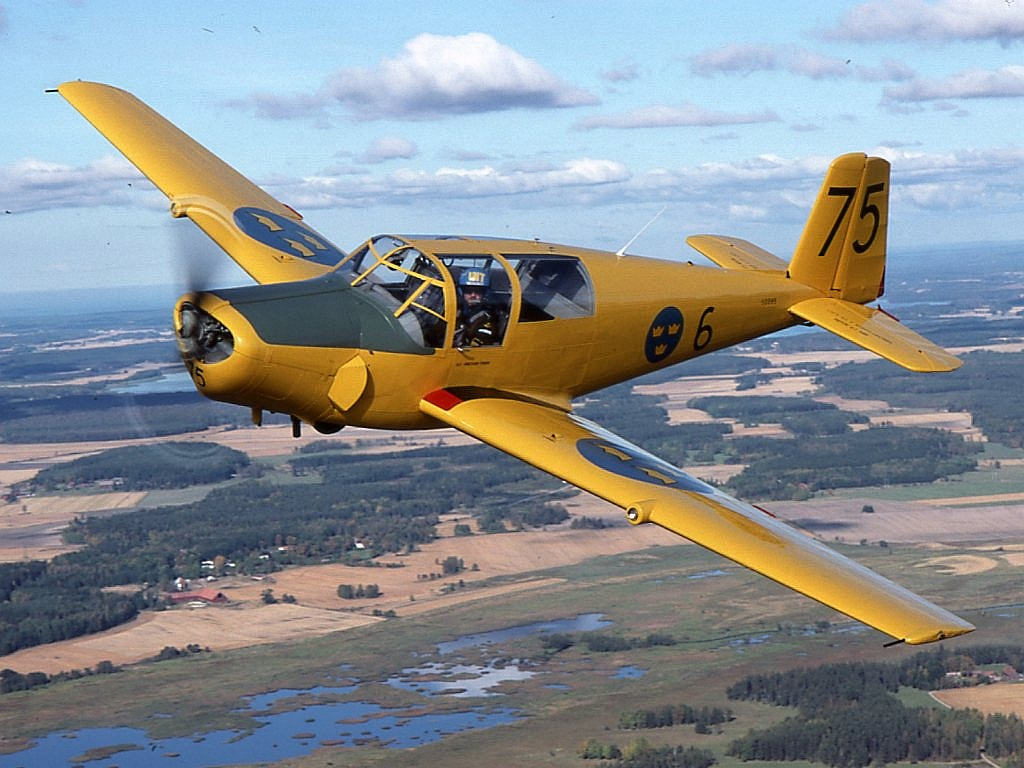
Saab 91C (Sk 50C)
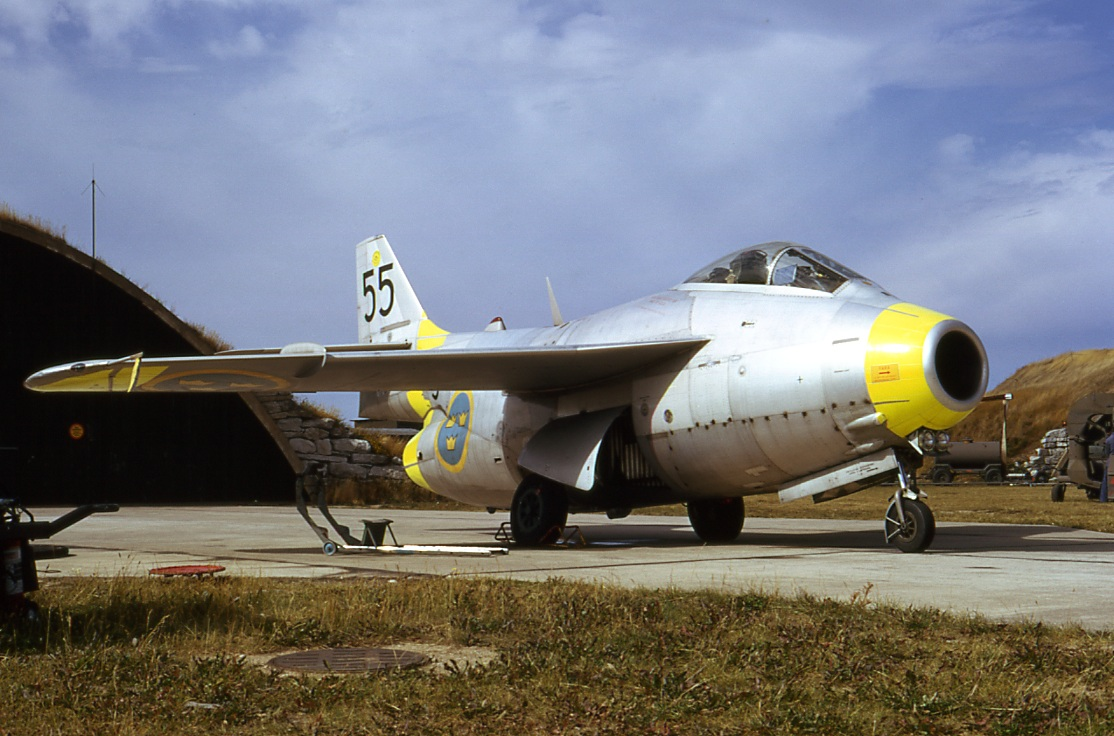
Saab 29 Tunnan (J 29F)
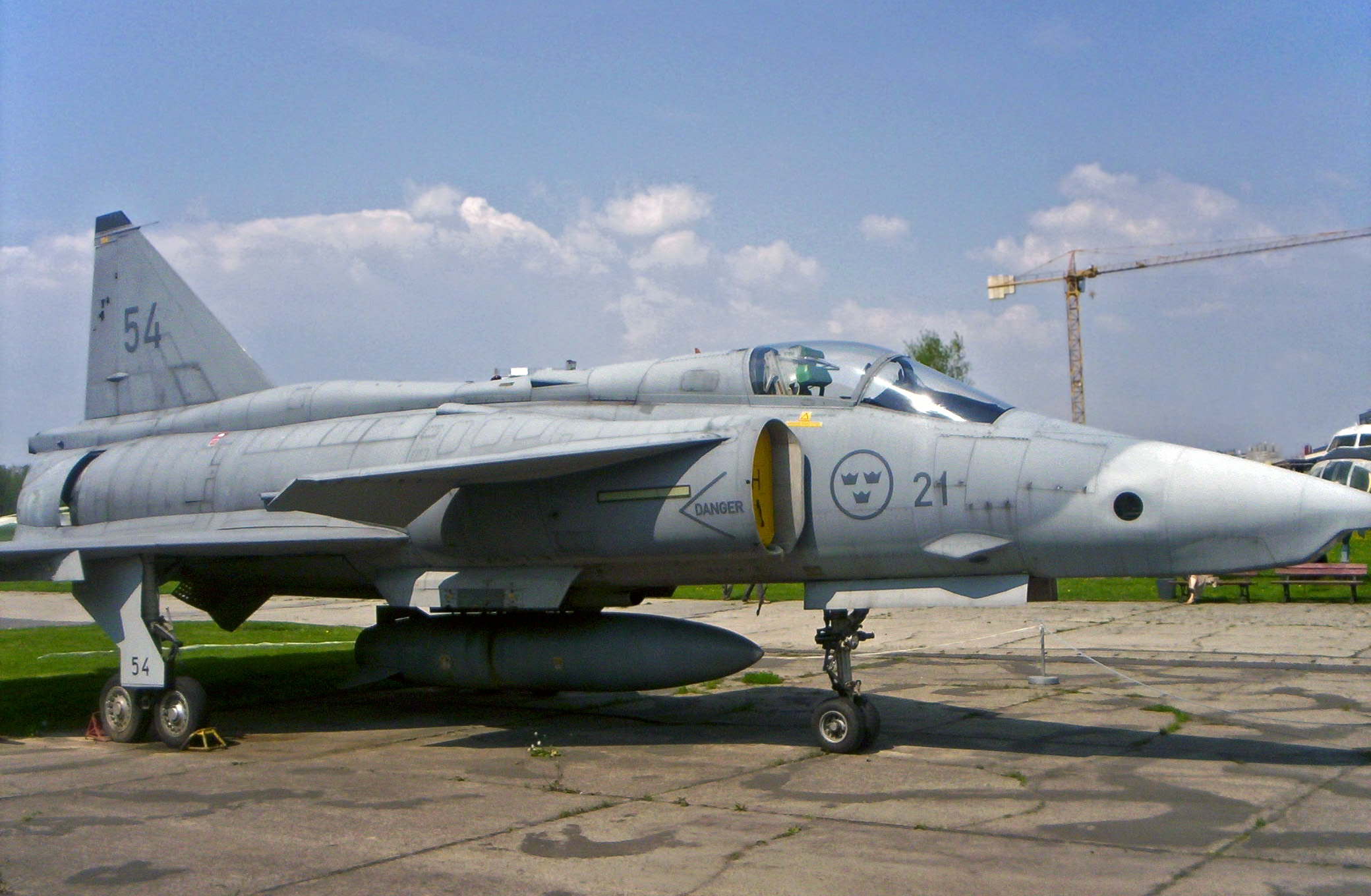
Saab 37 Viggen (SF 37)
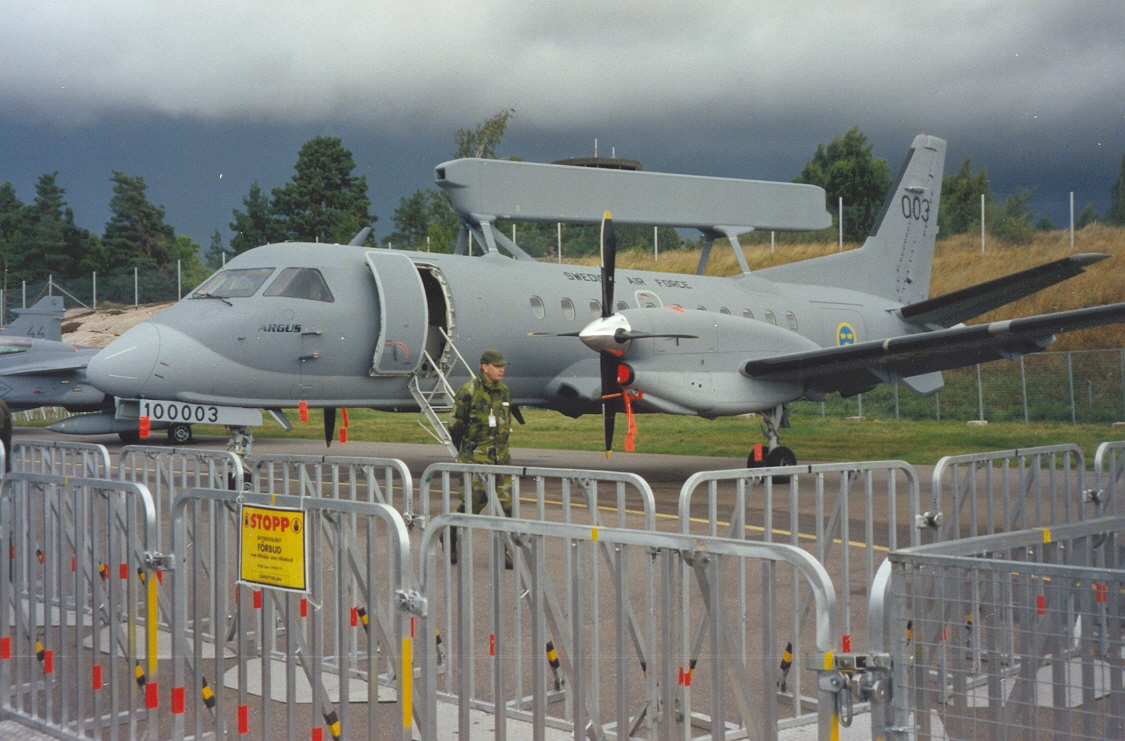
Saab 340
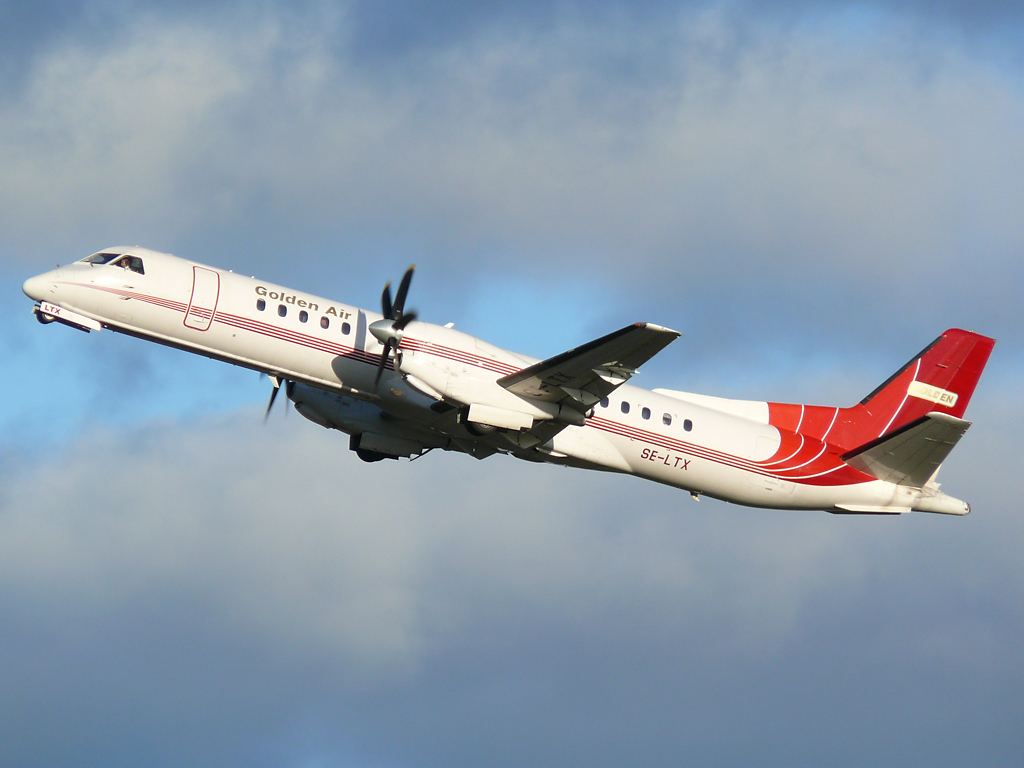
Saab 2000